# Kultovní film
Kultovní film je takový, který ovlivnil větší část populace, čímž se zapsal do kultury a ovlivnil tak další umění. Obvykle jde o film, který má početnou skupinu obdivovatelů, čímž si udržuje svůj význam. Kultovní film je převážně definován oddaností svých příznivců, tudíž se nutně nemusí jednat o film, který je široce známý. 

## Základní rysy kultovního filmu
Obsah kultovního snímku klade důraz na neobyčejnost. Neobyčejné snímky jsou běžně považovány za „experimentální“. Dále pak nekonvenčnost a danou kontroverzi. Poměrně důležitým atributem kultovního filmu, zvláště pro vyznavače, je, že by měl budit touhu divákova opětovného zhlédnutí.
Filmy považované za kultovní často mají své novelizované verze. Např. Kurosawův historický film Sedm samurajů a jeho westernový remake Sedm statečných. Dalším rysem filmového kultu je citování pasáží a odkazování na ně v jiných audiovizuálních dílech. Příkladem jsou odkazy na scénu z filmu 2001: Vesmírná odysea (film) – vesmírné koráby tančící na oběžné dráze Země Straussův valčík „Na krásném modrém Dunai“. Parodie pak s oblibou citují hlavní zápornou postavu Darth Vadera z Hvězdných válek: „No, I am your father“ (Ne, já jsem tvůj otec).
Přesah filmového díla a jeho vliv na diváky může pak být zcela zjevný (Star Trek a jeho komunita fanoušků nazývaná Trekkies), nebo skrytý (do běžné češtiny přejaté části dialogů z filmu Knoflíkáři: „neřeš, nepátrej“ či „neživíš, tak nepřepínej“).